# Notes on a Scandal (bande originale)
Pour le film, voir Chronique d'un scandale.
Notes on a Scandal est la bande originale du film Chronique d'un scandale de Richard Eyre, composée en 2006 par Philip Glass. L'album a été nommé aux Oscars dans la catégorie Musique de film.
Philip Glass disait : « La musique tourne essentiellement autour de Barbara. Elle commence avec Barbara et finit avec elle. Il était important que la première composition soit une sorte de signature permettant de la reconnaitre et elle revient sous de nombreuses formes tout au long du film ».

## Fiche technique
- Compositeur : Philip Glass
- Chef d'orchestre : Michael Riesman
- Producteurs : Kurt Munkacsi et Michael Riesman
- Label : Rounder 619074
- Année : 2007

## Pistes
| No  | Titre                  | Durée |
| --- | ---------------------- | ----- |
| 1.  | First day in school    | 2:40  |
| 2.  | The history            | 2:54  |
| 3.  | Invitation             | 1:29  |
| 4.  | The harts              | 2:14  |
| 5.  | Discovery              | 2:54  |
| 6.  | Confession             | 1:51  |
| 7.  | Stalking               | 1:52  |
| 8.  | Courage                | 1:44  |
| 9.  | Sheba & Steven         | 1:21  |
| 10. | The promise            | 2:40  |
| 11. | Good girl              | 2:52  |
| 12. | Sheba's longing        | 2:34  |
| 13. | Someone in your garden | 1:52  |
| 14. | A life lived together  | 3:01  |
| 15. | Someone has died       | 1:59  |
| 16. | Betrayal               | 3:44  |
| 17. | It's your choice       | 2:38  |
| 18. | Barbara's house        | 3:48  |
| 19. | Going home             | 2:13  |
| 20. | I knew her             | 3:17  |

## Nominations et récompenses
- Nominations :
  - Academy Awards : Oscar de la Meilleure Musique.

## Liens
- (en) Site officiel de Philip Glass